# Сент-Люси-де-Таллано
Сент-Люси-де-Таллано (фр. Sainte-Lucie-de-Tallano, корс. Santa Lucia di Tallà) — коммуна во Франции, находится в регионе Корсика. Департамент коммуны — Южная Корсика. Входит в состав кантона Таллано-Скопамене. Округ коммуны — Сартен.
Код INSEE коммуны — 2A308.

## Население
Население коммуны на 2008 год составляло 405 человек.
| 1962 | 1968 | 1975 | 1982 | 1990 | 1999 | 2008 |
| ---- | ---- | ---- | ---- | ---- | ---- | ---- |
| 675  | 626  | 513  | 362  | 424  | 392  | 405  |

## Экономика

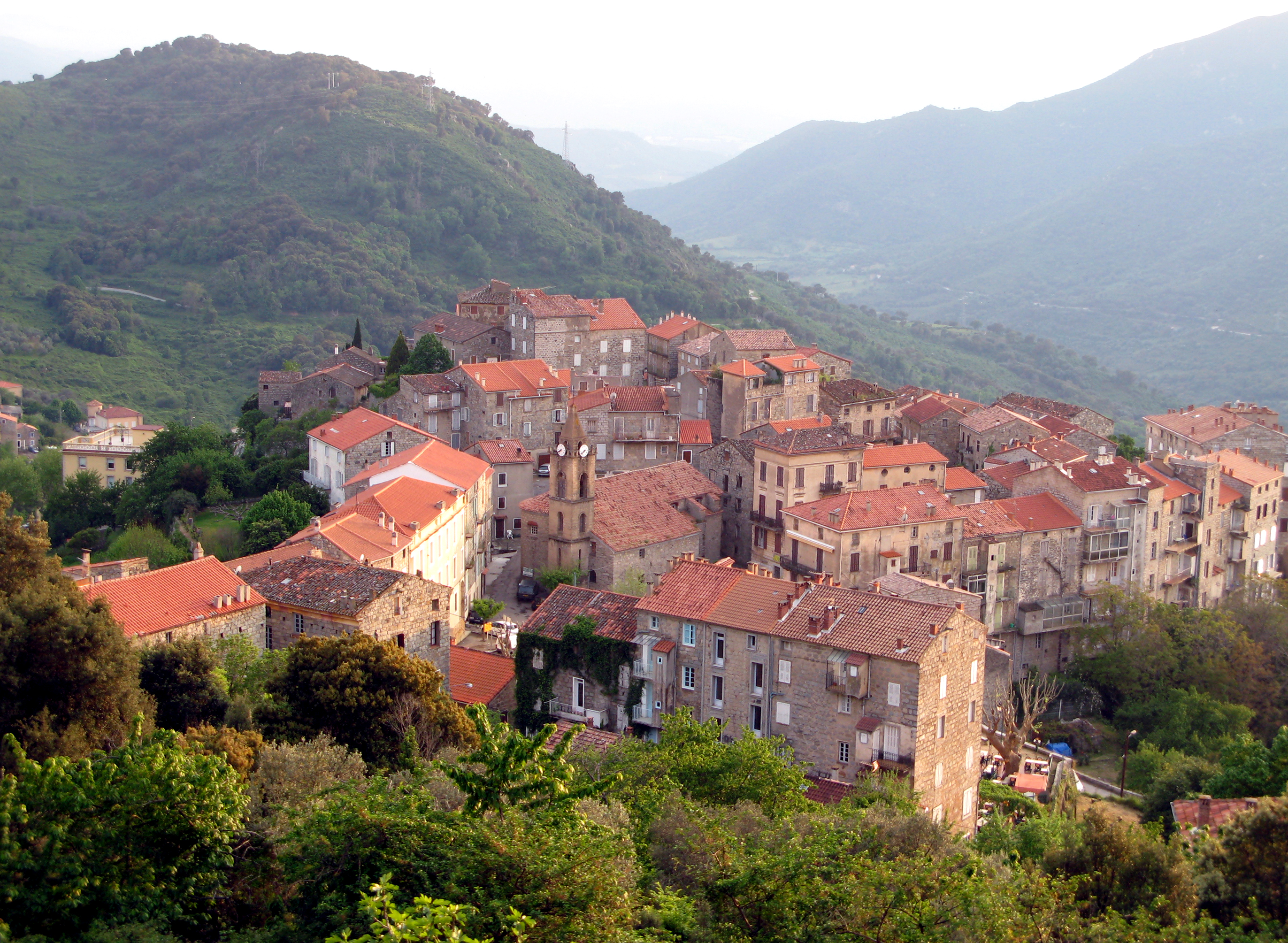
Сент-Люси-де-Таллано

В 2007 году среди 203 человек в трудоспособном возрасте (15—64 лет) 139 были экономически активными, 64 — неактивными (показатель активности — 68,5 %, в 1999 году было 56,9 %). Из 139 активных работало 129 человек (79 мужчин и 50 женщин), безработных было 10 (5 мужчин и 5 женщин). Среди 64 неактивных 9 человек были учениками или студентами, 28 — пенсионерами, 27 были неактивными по другим причинам.
В 2008 году в коммуне насчитывалось 205 облагаемых налогом домохозяйств, в которых проживали 393 человек, медиана доходов составляла 15 529 евро на одного человека.